# Ernst Wohlwend

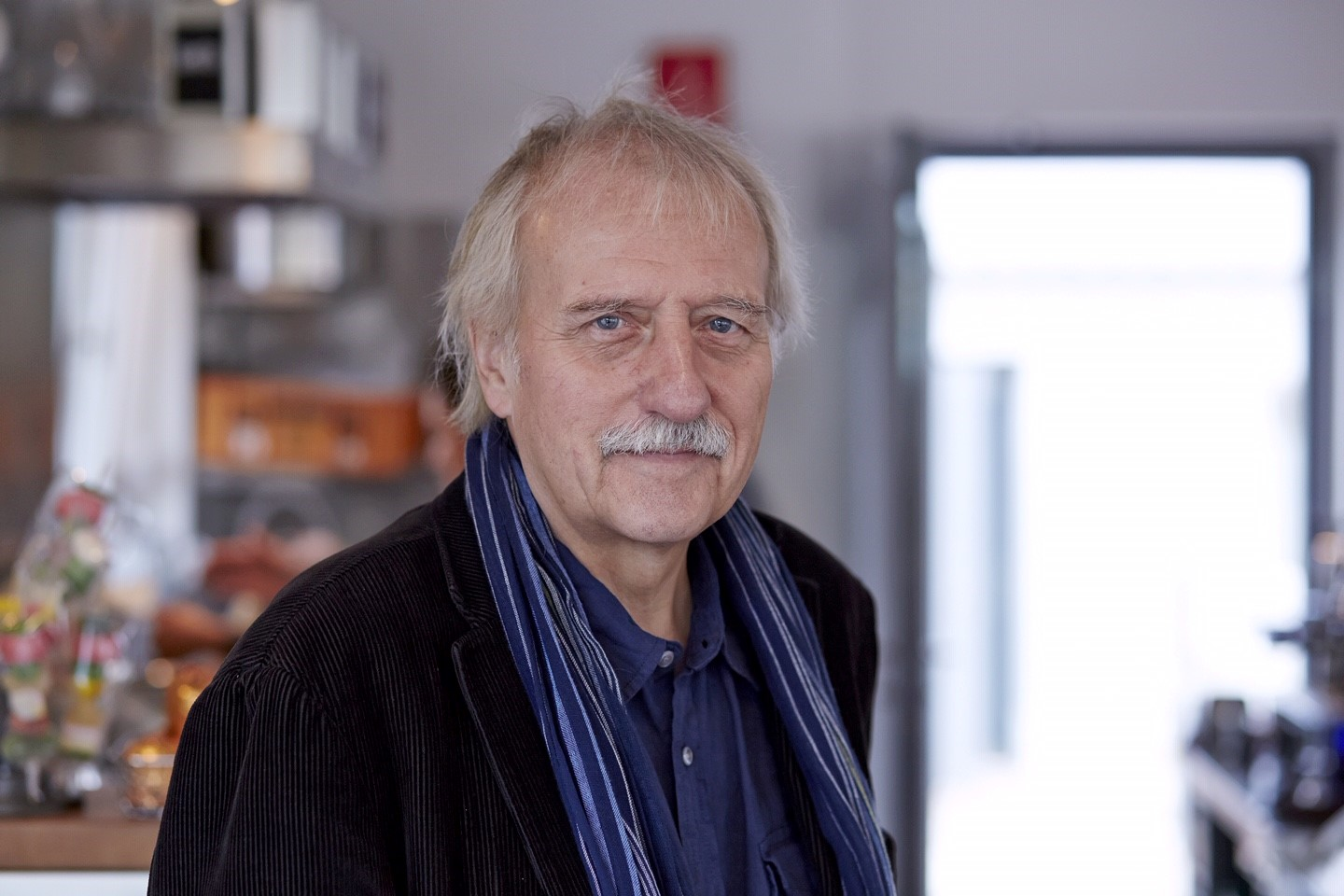
Ernst Wohlwend (2021)

Ernst Wohlwend (* 14. Januar 1947 in Winterthur) ist ein Schweizer Politiker (SP). Von 2002 bis 2012 war er Stadtpräsident von Winterthur.

## Politik
Von 1971 bis 1992 gehörte Wohlwend dem Grossen Gemeinderat der Stadt Winterthur an. Von 1977 bis 1984 präsidierte er die SP von Stadt und Bezirk Winterthur. Im Jahr 1979 wurde er in den Zürcher Kantonsrat gewählt, dem er bis 1994 angehörte.
1982 kandidierte Erst Wohlwend erstmals für den Winterthurer Stadtrat. Er war Teil eines Dreiertickets, das den 1966 verlorenen dritten Stadtratssitz der SP zurückerobern sollte. Während des Wahlkampfs wurde Ernst Wohlwend seitens FDP vorgeworfen, sich zu wenig von den Krawallen in Zürich im Jahr 1980 zu distanzieren. Wohlwend schied bei den Wahlen als Überzähliger aus.
Zehn Jahre später, 1992 wurde Wohlwend in den Winterthurer Stadtrat gewählt, wo er zehn Jahre dem Departement Soziales vorstand. Während dieser Zeit war er unter anderem am Aufbau der Schweizerischen Sozialhilfestatistik beteiligt. In seiner Zeit als Sozialvorsteher wurde ausserdem die Fachstelle für Opferhilfe im Kindesschutz geschaffen und eine Drogenanlaufstelle in Betrieb genommen sowie eine heroingestützte Behandlung von Drogenabhängigen ins Leben gerufen (Projekt «Ikarus»).
2002 wurde er zum ersten sozialdemokratischen Stadtpräsidenten der Stadt Winterthur gewählt. In den Jahren zuvor hatte Winterthur Tausende von Industriearbeitsplätzen verloren, weshalb Wohlwend die Stadtentwicklung zu einer zentralen Querschnittsaufgabe des Stadtpräsidenten machte. In diesem Kontext wurden zwei grosse brachliegende Industriebauten – Sulzerareal Stadtmitte und Oberwinterthur – mit Einfluss der Stadt Winterthur weiterentwickelt. Dabei wurde der historischen Bedeutung der Gebäude Rechnung getragen und versucht, ein ausgewogenes Verhältnis von Wohnraum und Arbeitsplätzen zu schaffen. Winterthur wuchs in der Folge und überschritt 2008 die Grenze von 100'000 Einwohnerinnen und Einwohnern. Dadurch wurde Winterthur offiziell zu einer Grossstadt. In seiner Zeit als Stadtpräsident wurde ausserdem der «Masterplan Bahnhof» vom Stimmvolk angenommen, der mehrere Bauvorhaben um den Hauptbahnhof Winterthur koordinierte, mit dem Ziel, eine Begegnungszone zu schaffen und die Stadtteile Altstadt, Sulzerareal und Neuwiesenquartier miteinander zu verbinden.
Als Stadtpräsident stand Ernst Wohlwend dem Departement Kultur vor. In dieser Funktion setzte er sich für ein Museumskonzept ein, bei dem die drei Winterthurer Kunstinstitutionen Kunstmuseum, Museum Oskar Reinhart und die Villa Flora zusammengeführt und unter eine gemeinsame Leitung gestellt werden. Daneben engagierte er sich in der Kulturstiftung Winterthur, welche er mitgründete. Zudem rief er den städtischen Kurzfilmpreis ins Leben.
Im März 2012 kündigte Wohlwend seinen Rücktritt auf Ende September 2012 an. Nachfolger ist Michael Künzle (Die Mitte).

## Persönliches
Wohlwend wuchs als Sohn einer Arbeiterfamilie in Winterthur auf. Er erlangte in Zürich das Lehrerpatent und arbeitete während zwanzig Jahren – bis zur Wahl in den Stadtrat – als Reallehrer in Oberwinterthur.
Ernst Wohlwend ist verheiratet und Vater eines Sohnes. Er lebt im Winterthurer Stadtquartier Oberseen.
Seit seinem Rückzug aus der Politik engagiert er sich in der Zürcher Filmstiftung, wo er aktuell Präsident des geschäftsleitenden Ausschusses ist. Er ist ausserdem Präsident des Gönnerinnen- und Gönnervereins des Theater Spektakel Zürich und Co-Präsident des Vereins Theater am Gleis, Winterthur. Zudem setzt er sich als Botschafter für das kubanische Kinderhilfswerk Camaquito ein.